# Province du Liaodong
Pour les articles homonymes, voir Liaodong.

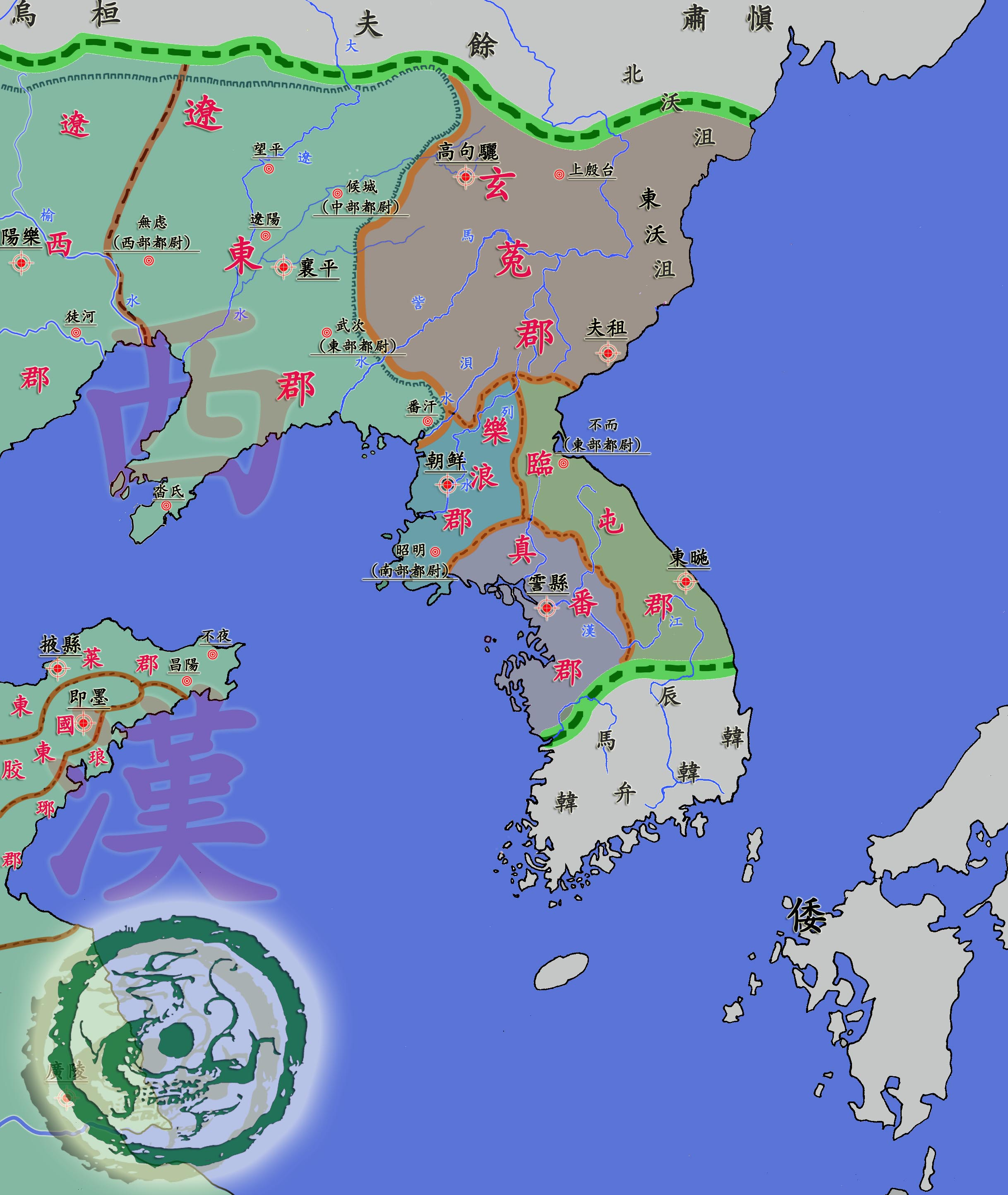
Liaoxi et Liaodong en vert bleuté au Nord-Ouest, à l'époque des Han occidentaux

La province du Liaodong (chinois simplifié : 辽东省 ; chinois traditionnel : 遼東省 ; pinyin : Liáodōng shěng) est, avec celle du Liaoxi (辽西省), une des deux provinces qui ont existé dans différentes périodes de l'histoire de la Chine au Nord du golfe de Bohai et de la mer Jaune. Le Liaodong était situé sur la péninsule du Liaodong et plus au Nord
À l'époque des Han occidentaux, on l'appelait comté de Liaodong (辽东郡 / 遼東郡, Liáodōng jùn)
Sa dernière existence est en République populaire de Chine, entre 1949 et 1954, de la division de l'ancienne province du Liaoning jusqu'à 1945, puis partiellement dans la province de l'Andong (安东省 / 安東省) de 1945 à 1949.